# Station Prešov

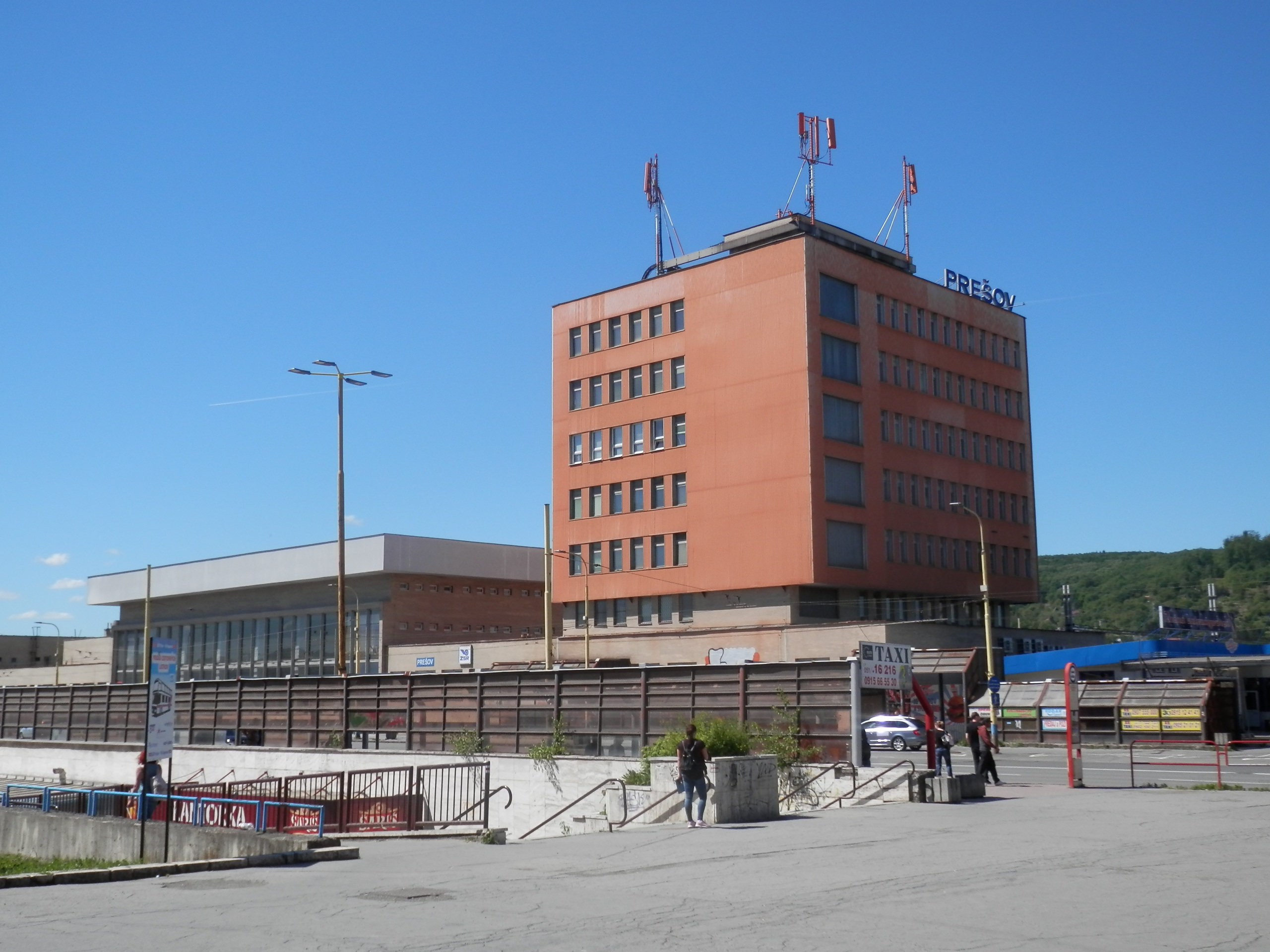
Station Prešov (straatkant)

Het station Prešov is het belangrijkste station in de stad Prešov (Slowakije) en geldt als "centraal station". Het is centraal-zuidelijk gelegen, aan de straat: Košica. Het actuele gebouw werd in 1989 in gebruik genomen en het is de werkzetel van de verkeersleiding van het "regionale directoraat Košice".

## Ligging
Station Prešov ligt op lijn 188 (Košice - Plaveč - Muszyna) die in Prešov vertakt naar lijn 193 (Prešov - Vranov nad Topľou - Humenné) en naar lijn 194 (Prešov - Bartošovce - Bardejov).
De sporen van lijn 188 evenals de sporen in het station Prešov zijn geëlektrificeerd met 3 kV gelijkspanning. De lijnen 193 en 194 daarentegen zijn niet geëlektrificeerd.

## Verkeer
Regionale treinen en sneltreinen van en naar Bratislava passeren dagelijks in het station.

## Dienstverlening
Bij de aanvang van 2025 is er een loket voor de verkoop van reisbiljetten voor binnenverkeer en internationale verkeer. Voor de openingsuren van dit loket: zie de onderstaande externe link: "ŽSSK - Loket - Openingsuren".
In het station is er eveneens een bagagebewaarplaats, een wachtzaal, een verkooppunt voor versnaperingen, en een cafetaria.